# Dobre Nowiny
Dobre Nowiny – bezpłatny miesięcznik katolicki wydawany od 2003 roku w Krakowie przez Dom Wydawniczy Rafael. Jego redaktorem naczelnym jest Małgorzata Pabis. Do 2017 roku ukazywał się z okazji ważnych wydarzeń religijnych, rocznic i jubileuszy.
Czasopismo dostępne jest również w wersji elektronicznej – w formacie .pdf na jego stronie internetowej.